# Aluhut

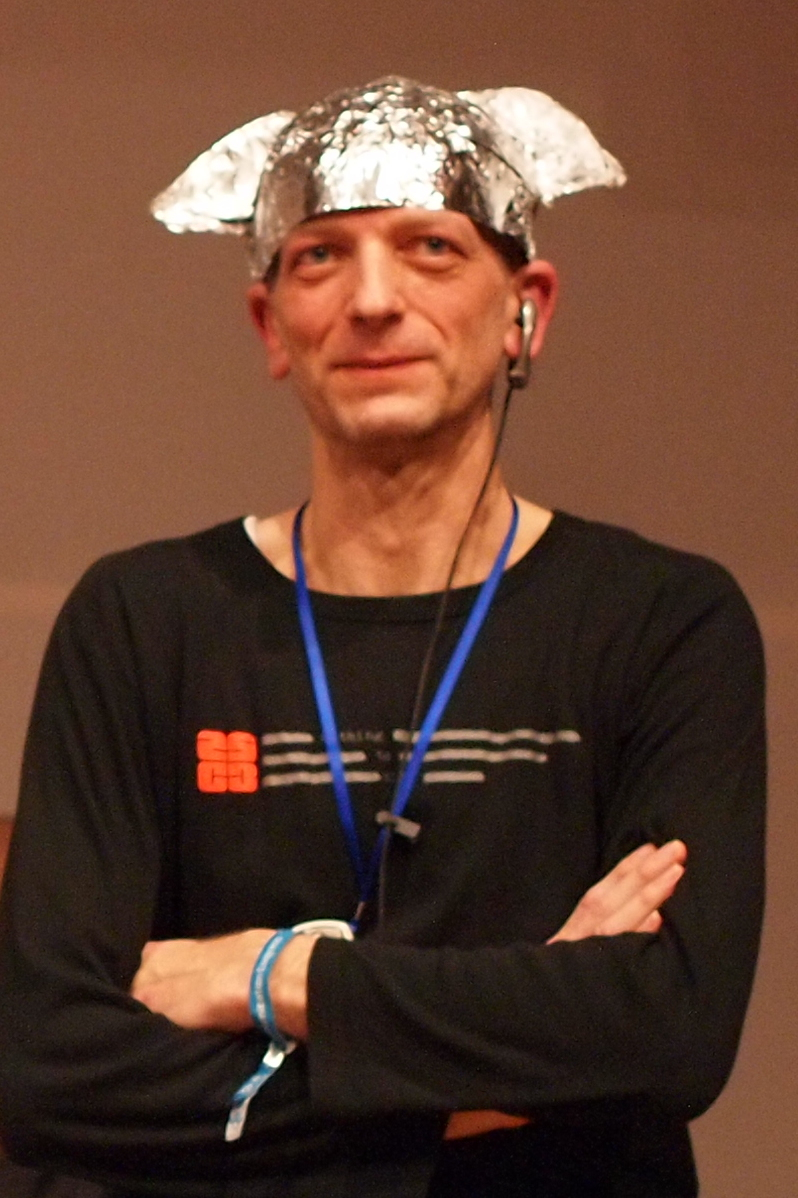
Hacker mit Aluminiumhut auf dem 30C3, Hamburg 2013

Ein Aluminiumfolien-Hut, kurz Aluhut, ist eine Kopfbedeckung, die aus einer oder mehreren Lagen Alufolie oder vergleichbarem Material hergestellt ist. Das Konzept wurde zuerst in der 1927 veröffentlichten Science-Fiction-Geschichte The Tissue-Culture King von Julian Huxley (Bruder des Schriftstellers Aldous Huxley) erwähnt. Darin entdeckt der Protagonist, dass Kappen aus Metallfolie benutzt werden können, um die Effekte von Telepathie zu blockieren. Obwohl die Kopfbedeckungen auch in der Realität getragen werden, wird der abwertende Begriff Aluhutträger metaphorisch und der Begriff Aluhut im übertragenen Sinne verwendet, um Anhänger von Verschwörungstheorien zu bezeichnen. Das Wort wurde 2020 vom Leibniz-Institut für Deutsche Sprache in eine Liste von Neologismen der 2010er-Jahre aufgenommen.

## Begriffsverwendung

### Als Schimpfwort für Verschwörungstheoretiker
Seit Huxleys Buch wird der Begriff mit Paranoia und Verschwörungstheorien in Verbindung gebracht. Das Sprachbild muss nicht auf Personen festgelegt sein. Auch einzelne Argumente einer längeren Argumentationskette können als „sehr aluhut-artig“ bezeichnet werden.

### Als selbstironisches Stilmittel
Der Ausdruck kann sowohl auf andere angewandt als auch selbstironisch gebraucht werden. Das Journal der American Bar Association berichtet vom Versuch einer bürgerlichen Rehabilitierung als dem Versuch, den Aluhut wieder loszuwerden. Kommentatoren der Washington Post benutzen den Ausdruck auch selbstironisch, um Zweifel an der Welt auszudrücken. Ähnlich taucht der Aluhut in Schriften des Cato Institute auf, in denen ein Autor schreibt, er habe gewisse Dokumente gleich unter seinem Aluhut versteckt.

### Als Accessoire verschwörungstheoretischer Demonstrationen

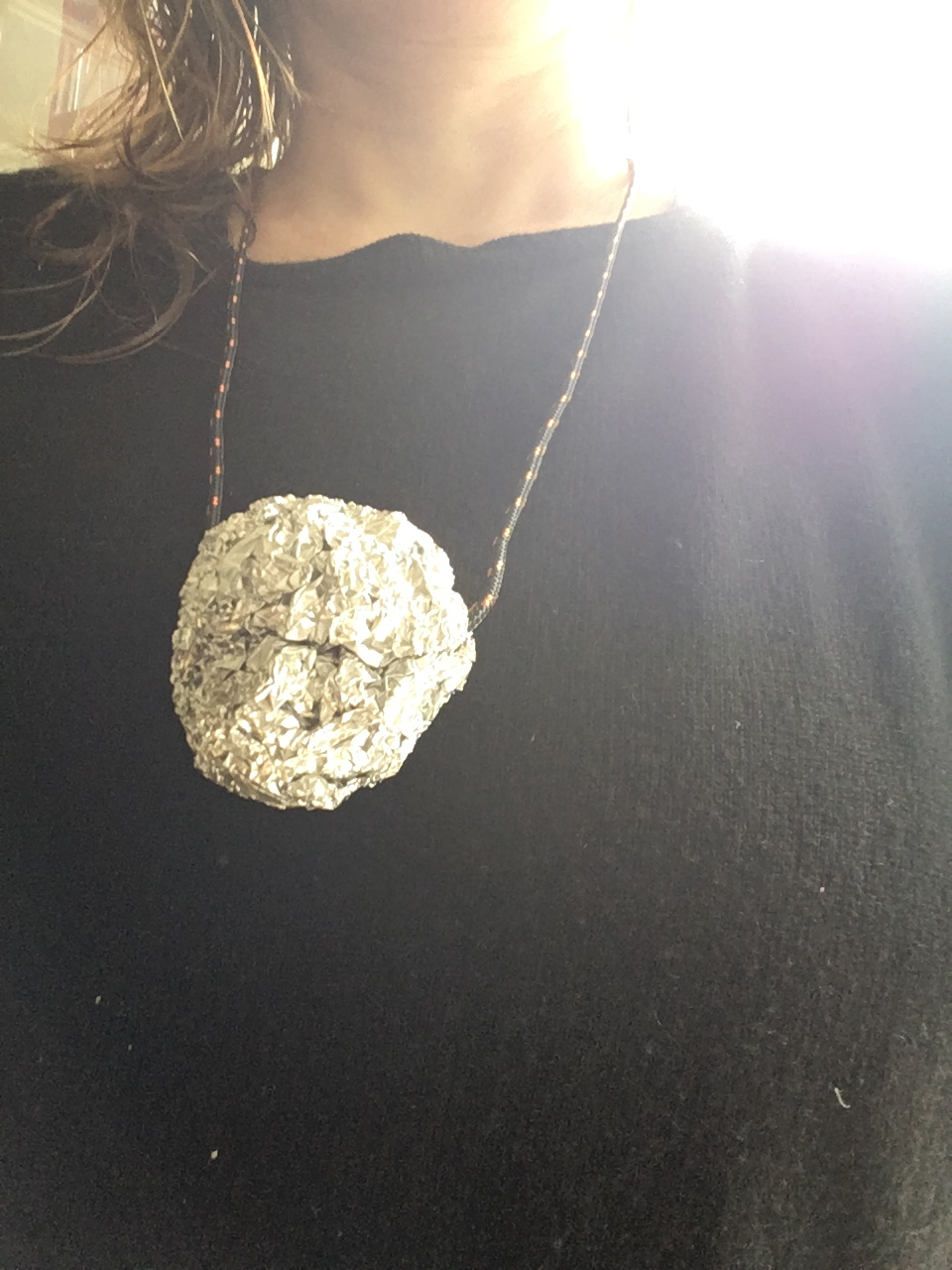
„Querdenker-Bommel“ als Erkennungszeichen von Teilnehmern an Corona-Demonstrationen

Einzelne Teilnehmer der Proteste in Deutschland während der COVID-19-Pandemie tragen Aluhüte als Reappropriation des Schimpfworts, mit dem sie sich von etablierten Medien belegt sehen. Zahlreiche Artikel zu den Verschwörungstheorien um COVID-19 wurden mit Fotos von Demonstranten mit Aluhüten bebildert. Der sächsische Ministerpräsident Michael Kretschmer wurde bei einer Demonstration in Pirna im Gespräch mit einem Mann mit Aluhut abgebildet. Eine Demonstrantin in Wien sagte dem Standard, sie trage den Aluhut, damit sie „frei denken könne“. Einige Demonstranten trugen Kugeln aus Alufolie, sogenannte „Alubommel“ oder „Querdenker-Bommel“, um ihre Kritik an dem Umgang der Regierung und der etablierten Medien mit der Pandemie zum Ausdruck zu bringen. Der Journalist Ken Jebsen trat mit dem Accessoire auf.

### Als Metapher für RFID-Blocker
In Anspielung auf die verschwörungstheoretischen Konnotationen, aber mit tatsächlichem physikalischen Hintergrund wird der Ausdruck gelegentlich gebraucht, um die Funktion einer metallischen Abdeckung von RFID-Chips zu illustrieren. Diese Chips erlauben beispielsweise das berührungslose Auslesen von Daten aus Smartcards und offiziellen Personaldokumenten wie mit RFID-Chips versehenen Reisepässen. Eine Metallabdeckung verhindert das Auslesen.

## Rezeption
- Die Linux-Distribution Tinfoil Hat Linux legte besonderen Wert auf Sicherheit.[18] Später kam ein WordPress-Plugin hinzu, das ebenfalls besonderen Wert auf Kontrolle legte und zusätzliche Datenschutzeinstellungen beinhaltete,[19] während ein anderes Wordpress-Plugin desselben Namens die Versendung privater Daten verhindert.[20]
- Unter dem Namen Tinfoil for Facebook wird eine alternative App für Android-Mobiltelefone betrieben, mit der auf das soziale Netzwerk Facebook zugegriffen werden kann. Das Bildschirmsymbol der App zeigt die weiße Silhouette eines Kopfes mit einem Aluhut darauf. Die App wurde bis Juni 2019 über 500.000-mal aus dem Google Play Store heruntergeladen und wird nicht mehr weiterentwickelt.[21]
- Die amerikanische Zeitschrift für Literatur und Politik The Atlantic vergab zeitweise einen tinfoil hat award für die seltsamste E-Mail.[22]
- Im Futurama-Film Leela und die Enzyklopoden trägt der Protagonist Fry einen Aluminiumhut, um nicht die Gedanken seiner Mitmenschen lesen zu müssen.[23]
- Im Computerspiel Toy Story 3 besteht eine der Aufgaben darin, drei Personen einen Aluminiumhut aufzusetzen.[24]
- Der Ausdruck findet im Internet häufiger Verwendung: Es gibt den Blog The Tinfoil Hat,[25] den Tinfoil Hat Sportsblog,[26] die Tinfoil Hat Society[27] ebenso wie den Blog Moms Tinfoil Hat,[28] den Podcast Antenne Aluhut[29] oder das Cloud Angebot TINFOILPHONE,[30] um Android ohne Google-Konto zu nutzen.
- Die Historikerin Charlotte Jahnz entwickelte für ZDFinfo das Format Aluhut ab, in dem sie sich in kurzen Videos, die auf Facebook und Twitter gepostet werden, gegen verbreitete Falschinformationen wendet.[31]
- Auf dem Titelblatt des vom Brandenburgischen Institut für Gemeinwesenberatung herausgegebenen Handbuchs zur Reichsbürgerbewegung ist ein Mann mit einem Aluhut abgebildet, der vor dem Reichstagsgebäude steht.[32]
- Bundespräsident Frank-Walter Steinmeier äußerte im Zusammenhang mit den Hygienedemos und den von einigen Teilnehmern vertretenen Verschwörungstheorien, dass ein Mundschutz empfehlenswerter sei als ein Aluhut.[33]

## Negativpreis „Der Goldene Aluhut“
Die gemeinnützige Organisation „Der goldene Aluhut“ vergibt seit 2015 den gleichnamigen Negativpreis für „die Verschwörungserzählungen des Jahres“. Sie will damit über Verschwörungsideologien, Sekten und ideologischen Missbrauch aufklären. Vergeben wird der Preis in drei Kategorien: „Gesellschaft & Politik“, „Medien & Blogs“ und „Pseudowissenschaften & Esoterik“.
Zu den Ausgezeichneten zählen bislang unter anderem Xavier Naidoo, Martin Lejeune, der Rechtsextremist Nikolai Nerling, der Kopp-Verlag, das Compact-Magazin, der Fernsehsender Astro TV, die Waldorfschulbewegung sowie Blogs und YouTubekanäle aus der Reichsbürger- sowie Flacherdlerszene. Als Termin für die erste Preisverleihung wählten die Initiatoren den 30. Oktober 2015, den Geburtstag des im Vorjahr verstorbenen Axel Stoll, eines deutschen Verschwörungsideologen der rechtsextrem-esoterischen Szene. Seit 2022 vergibt die Organisation auch den „Facts Heroes Award“, um Menschen und Initiativen auszuzeichnen, die sich im Kampf um Aufklärung verdient gemacht haben. Die Gewinner der Preise werden im öffentlichen Online-Voting-Verfahren bestimmt.

## Physikalische Wirkung von Kopfbedeckungen aus Aluminium

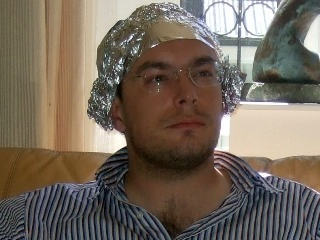
Mann mit Aluhut

Ein Aluhut kann einerseits als ein unten offener Faradayscher Käfig, andererseits als ein unten sammelnder Reflektor betrachtet werden. Im Inneren befindet sich der Menschenkopf mit salzwasserhaltigem, also graduell elektrisch leitfähigem Gewebe. Von außen einwirkende elektromagnetische Strahlung und ihre beiden Felder können dadurch in ihrer Wirkung im Bereich des halb eingehüllten Kopfs gedämpft oder aber durch Fokussierung lokal verstärkt werden. Je nach Frequenz, Ausbreitungsrichtung oder Position in einem stehenden Feld sind unwägbar stark unterschiedliche Effekte denkbar.
Die Effizienz eines Aluhuts als elektromagnetischer Schild, um Radiowellen zu stoppen, ist stark eingeschränkt durch den Umstand, dass es sich nicht um eine komplette Abdeckung handelt. Ein Mittelwellenradio unter einem Metalleimer ohne leitende Ebene darunter veranschaulicht die relative Ineffizienz einer solchen Anordnung. Tatsächlich würde aufgrund des Effektes eines bodenlosen faradayschen Käfigs, der einfallende Strahlung teilweise reflektiert, eine Radiowelle, die an der Unterseite des Hutes einfällt (z. B. von unter dem Träger kommend), teilweise im Gehirn des Trägers fokussiert.
Eine Studie von Studenten am MIT stellte fest, dass Aluhüte einfallende Strahlung je nach Frequenz sowohl verstärken als auch vermindern können. Der Effekt wurde als unabhängig von der relativen Platzierung des Aluhut-Trägers und der Strahlungsquelle zueinander beobachtet.
Die Fähigkeit der Alufolie, infrarote Strahlung zu reflektieren, machen sich israelische Chirurgen zu Nutze. Während chirurgischer Eingriffe an Frühgeborenen, deren körpereigene Temperaturregulation noch nicht ausgebildet ist und bei denen ein Überkopf-Infrarotstrahler eingesetzt wird, steigt die Temperatur unter der üblichen baumwollenen OP-Haube des Chirurgen unter Umständen auf bis zu 52 Grad Celsius. Durch das Überziehen der OP-Haube mit Alufolie oder das Darübertragen eines Strohhuts, samt Krempe überzogen mit Alufolie, wird Wärmestrahlung großteils reflektiert. Das bewirkt im Wesentlichen eine starke Reduktion des Eintrags von Wärme durch den Heizstrahler, der nahe über dem Kopf liegt. Ein Nebeneffekt ist, dass sich vom Kopf abdunstender Wasserdampf unter der Aluschicht staut.